# Raff Law
Rafferty "Raff" Law, född 6 oktober 1996 i Westminster, London, är en brittisk skådespelare. Han är son till skådespelarparet Jude Law och Sadie Frost.
Law har bland annat medverkat i TV-serien Masters of the Air. Han har även medverkat i filmen Twist där han spelar titelkaraktären.

## Filmografi (i urval)
- 2021 – Twist
- 2024 – Masters of the Air (TV-serie)